# SpVgg Bayern Hof
Koordinaten: 50° 18′ 51,6″ N, 11° 55′ 52,8″ O
Die Spielvereinigung Bayern Hof e. V. ist ein Sportverein in Hof (Saale), der am 1. Juli 2005 durch Fusion des FC Bayern Hof, dessen vereinsrechtlicher Nachfolger er ist, und der SpVgg Hof entstanden ist. Seine Hauptsportart ist Fußball. Die erste Mannschaft, die bereits von 2012 bis 2014 in der Regionalliga Bayern spielte, trat in der Saison 2016/17 wieder in dieser Liga an, stieg jedoch am Ende erneut in die Bayernliga ab. Daneben gibt es eine Box- und eine Sängerabteilung (vom FC) sowie Abteilungen für Leichtathletik und Damengymnastik (von der SpVgg).

## Geschichte

### FC Bayern Hof

Altes Logo des FC Bayern Hof

Der FC Bayern Hof wurde am 1. Juni 1910 unter dem Namen Ballspielclub Hof gegründet und hieß ab 1911 Britannia Hof. 1913 schlossen sich der FC Roland Hof und der FC Phönix Hof der Britannia an. Als Großbritannien 1914 Deutschlands Kriegsgegner wurde, änderte man den Namen in FC Bayern Hof. Gerade jener nur so kurze Zeit gültige Vereinsname wird seit einigen Jahren von den reiselustigen und recht zahlreichen Fans wieder aufgegriffen, die ihre Mannschaft auch mit „Britannia“-Rufen anfeuern. Nach dem Ersten Weltkrieg gehörte Bayern Hof bald zu den erfolgreichsten Fußballteams in Nordbayern. Die so genannte Panzer-Elf (nach ihrem Torjäger Karl Panzer) stieg 1927 in die damals höchste Spielklasse auf und konnte unter anderem in der Saison 1929/30 beide Punktspiele gegen den 1. FC Nürnberg gewinnen.
Der erneute Sprung in die damals erstklassige Oberliga Süd gelang 1959. Diese Klasse konnte bis zur Einführung der Bundesliga 1963 gehalten werden, als beste Platzierung erreichte Bayern Hof in der Saison 1961/62 den sechsten Platz. Der größte Erfolg war ein 5:0-Auswärtssieg beim FC Bayern München an der Grünwalder Straße 1961/62. Da nur fünf Mannschaften aus dem Süden für die Bundesliga berücksichtigt wurden, musste der FC Bayern Hof ab 1963 in die damals zweithöchsten Spielklasse, die Regionalliga Süd. Dort konnte man unter Trainer Heinz Elzner 1968 den Meistertitel erringen und, wie auch nach den zweiten Plätzen 1967 und 1972, an der Aufstiegsrunde zur Bundesliga teilnehmen.
Beim 1972/73 ausgetragenen DFB-Ligapokal gelangen zwei Siege gegen den FC Bayern München und ein Sieg gegen den TSV 1860 München, durch die man den Einzug ins Viertelfinale des Wettbewerbs schaffte. Das Spiel zwischen Hapoel Nahariya und dem FC Bayern Hof im Jahr 1969 war das erste Spiel zwischen Mannschaften aus Deutschland und Israel. Schiedsrichter der Partie war Abraham Klein, der auch bei drei Weltmeisterschaften zum Einsatz kam. Zunächst für die 1974 ins Leben gerufene 2. Bundesliga Süd qualifiziert, stieg die Mannschaft nach der Saison 1977/78 in die Bayernliga ab. 1980 folgte gar der Absturz in die Landesliga Nordbayern. In den folgenden Jahren fristeten die Hofer ein Dasein als „Fahrstuhlmannschaft“. Seit der zweiten Hälfte der 1990er Jahre hatte sich Bayern Hof – von einem Landesliga-Intermezzo 2004 bis 2006 abgesehen – wieder in der Bayernliga etabliert.

### SpVgg Hof

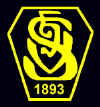
Altes Logo der SpVgg Hof

Die SpVgg Hof (im Volksmund Spotzer genannt) war bei ihrer Gründung als Fußballabteilung des Turnvereins Hof im Jahr 1893 die erste vereinsmäßig organisierte Fußballmannschaft in Franken. Ab 1924 existierte sie als eigenständiger Verein, der ab 1926 auch eine Leichtathletikabteilung, sowie in jüngerer Zeit eine für Damengymnastik umfasste. Die Handballabteilung wurde 1990 aufgelöst.
Die Fußballer konnten zweimal, 1921 und 1929, den Aufstieg in die jeweils höchste Spielklasse erreichen, sich dort jedoch nie lange halten. Nach dem Zweiten Weltkrieg war der größte Erfolg die Qualifikation 1966 für die Bayernliga, der allerdings ebenfalls der direkte Wiederabstieg folgte.

### SpVgg Bayern Hof

Spieler beim Volksfestumzug in Hof

Gleich in der ersten Saison nach der Fusion gelang 2006 der Wiederaufstieg in die Bayernliga. Zwei Jahre später sicherte sich die Mannschaft durch einen 2:0-Sieg am letzten Spieltag gegen den FC Kempten den Klassenerhalt. 2011 wurde der Mannschaft wegen „eines besonders schweren Falles der Verletzung der Platzordnung“ zunächst zwei Punkte abgezogen; der Punktabzug wurde dann aber vom Verbandssportgericht zurückgenommen. Durch einen 2:1-Sieg nach Verlängerung gegen die punktgleiche SpVgg Bayreuth vermieden die Hofer den Abstieg und retteten sich in die Relegation. Dort konnte nach einem 1:0 gegen die zweite Mannschaft des SSV Jahn Regensburg der Klassenerhalt gesichert werden.
Ein Jahr später wurde die SpVgg Bayern Hof hinter dem TSV 1860 Rosenheim Vizemeister und stieg damit in die neu geschaffene Regionalliga Bayern auf. Großen Anteil am Erfolg hatte Torjäger Cem Ekinci, der mit 21 Toren Torschützenkönig der Bayernliga wurde. In der Regionalliga-Saison 2012/13 gelang den Hofern der Klassenerhalt erst in der Relegation gegen den TSV Großbardorf. 2013/14 verpasste der Verein jedoch die Teilnahme an der Relegationsrunde um den Klassenerhalt aufgrund des Direktvergleichs mit Schweinfurt 05. 2016 gelang wieder der Aufstieg in die Regionalliga, dem 2017 wiederum der Abstieg in die Bayernliga folgte.
Am 25. Juli 2019 beschlossen die Mitglieder der SpVgg Bayern Hof e. V. die Ausgliederung der ersten Herrenmannschaft, sowie der A- und B-Jugend an die SpVgg Bayern Hof Spielbetriebs GmbH. Der Verein hält derzeit 100 % der Anteile an der Spielbetriebs GmbH.
Trainer ist momentan Henrik Schödel, der das Amt im November 2024 in einer sportlich fast aussichtslosen Situation übernommen hat. Er schaffte nach eine überragenden Rückrunde am Ende sogar noch den 11. Tabellenplatz der Bayernliga Nord.

## Spielstätten
Das Stadion Grüne Au, am Ostrand Hofs im Viertel Fabrikvorstadt gelegen, entstand auf einem Gelände, das der FC Bayern Hof 1913 pachtete und 1930 käuflich erwarb. Seit 1980 ist es Eigentum der Stadt Hof. Es handelt sich um ein reines Fußballstadion ohne Laufbahn, das Spielfeld ist auf drei Seiten von Erdwällen mit Stehrängen umgeben, in der Mitte der Hauptgeraden unterbrochen durch das Gebäude mit Umkleideräumen, Geschäftsstelle und weiteren Räumlichkeiten. Daran schließt sich die so genannte Neue Tribüne mit 800 überdachten Sitzplätzen an, welche die Stehplätze überragt. An der Gegengeraden befindet sich eine ebenfalls überdachte Holztribüne mit 1.335 Plätzen auf Sitzbänken. Der offizielle Zuschauerrekord mit 19.100 Besuchern datiert vom 22. Mai 1968 beim Bundesliga-Aufstiegsrundenspiel gegen Rot-Weiss Essen. In der Saison 2007/08 lag der Zuschauerschnitt in der viertklassigen Bayernliga bei 1.144.
Die ursprüngliche Spielstätte der SpVgg Hof lag im Bereich der heutigen Jahn- und der Fröbelstraße, sie musste jedoch in den 30er Jahren dem Ausbau der Jahnstraße als neue Ausfallstraße der Stadt nach Westen weichen. 1933 wurde das neue Sportgelände an der Ossecker Straße eingeweiht. Es ist seit 1982 als „Städtisches Stadion an der Ossecker Straße“ im Eigentum der Stadt Hof und bietet alle notwendigen Anlagen für Leichtathletikveranstaltungen sowie eine überdachte Tribüne. Außerdem fanden dort in der Regel die Spiele der Reserve- und Jugendmannschaften der SpVgg Bayern Hof statt.
Am 1. Juli 2015 wurde das Ossecker Stadion vom 1. FFC Hof übernommen. Die Jugendabteilung zog deshalb auf das Gelände der Ascher Straße um. Die Spiele der Jugend werden in der Regel nun dort oder am Kunstrasenplatz im Gelände des Stadions durchgeführt.